# 下欽查區
下欽查區（西班牙語：Distrito de Chincha Baja）是秘魯的一個區，位於該國中南部伊卡大區的欽查省，始建於1537年10月20日，面積72.5平方公里，海拔高度41米，2012年人口12,387，人口密度每平方公里170人。